# شیطان و خانم جونز
شیطان و خانم جونز (انگلیسی: The Devil and Miss Jones) فیلمی در ژانر کمدی به کارگردانی سم وود محصول سال ۱۹۴۱ کشور ایالات متحده آمریکا است.

## بازیگران
- جین آرتور در نقش Mary Jones, store clerk
- چارلز کوبرن در نقش John P. Merrick, richest man in the world aka Thomas Higgins
- رابرت کامینگز در نقش Joe O'Brien
- ادموند گون در نقش Hooper, section manager
- اسپرینگ باینگتون در نقش Elizabeth Ellis, clerk
- سکه ساکال در نقش George (Merrick's butler)
- ویلیام دمارست در نقش First detective
- والتر کینگزفورد در نقش Mr. Allison, store manager
- مونتاگو لاو در نقش Harrison
- ریچارد کرله در نقش Oliver
- Charles Waldron در نقش Needles
- ادوین ماکسول در نقش Withers
- Edward McNamara در نقش Police desk sergeant
- Robert Emmett Keane در نقش Tom Higgins
- فلورنس بیتس در نقش store shopper
- پت فلرتی در نقش Mark - Policeman with pickpocket
- اروینگ کامینگز
- مینتا دارفی در نقش Customer (در عنوان‌بندی نیامده)[۳]
- William Elmer در نقش Attendant at Jim's bath house
- Frank Mills در نقش Attendant at third bath house
- ویکتور پاتل as Attendant at first bath house
- Walter Tetley در نقش Stock boy
- ویل استنتون